# BrauBeviale
Die BrauBeviale ist eine Investitionsgütermesse für die internationale Getränkewirtschaft in Nürnberg. Sie informiert über die Produktion und Vermarktung von Bier und alkoholfreien Getränken. Veranstalter ist die NürnbergMesse, ideeller Träger sind die privaten Brauereien Bayern. Jedes vierte Jahr setzt die BrauBeviale ein Jahr aus, wenn in München die drinktec stattfindet.

## Fachangebot
Das Fachangebot der BrauBeviale deckt das gesamte Leistungsspektrum entlang der Prozesskette der Getränkewirtschaft ab:
- Rohstoffe und Getränke als Rohstoffe
- Maschinen und Anlagen für Getränkeherstellung
- Maschinen und Anlagen für die Abfüllung und das Verpacken von Getränken
- Packstoffe, -mittel und Packhilfsmittel, Verschlusssysteme
- Automation und IT
- Betriebs- und Laborausstattung, Betriebs- und Hilfsstoffe, Veredelung von Bier
- Anlagen für Energie, Druckluft/Gase, Arbeitssicherheit, Umweltschutz
- Logistik
- Vermarktung und gastronomische Einrichtungen
- Dienstleistungen, Institute, Lehreinrichtungen und Medien[1]

## Besucher- und Ausstellerzahlen
Die BrauBeviale 2016 zählte 1.115 Aussteller (2015: 1.083) aus über 50 Nationen und rund 38.000 Fachbesucher (2015: 37.137). Etwa 44 Prozent der Fachbesucher (2015: 41 Prozent) reisten aus dem Ausland an.

## Förderprogramm BMWi
Das Bundesministerium für Wirtschaft und Energie (BMWi) nahm die BrauBeviale 2016 zum achten Mal in das Messeförderprogramm des Bundes auf. Das BMWi ermöglichte damit jungen und innovativen deutschen Unternehmen, zu günstigen Konditionen an der Fachmesse teilzunehmen und so internationale Märkte zu erschließen. 17 Unternehmen nahmen am Firmengemeinschaftsstand des Förderprogramms teil. Die NürnbergMesse war mit der Durchführung des Gemeinschaftsstandes beauftragt.

## European Beer Star Award
Der European Beer Star ist ein weltweiter Bierwettbewerb, der seit 2004 auf der BrauBeviale veranstaltet wird. Er fand 2018 zum 15. Mal statt. Gemeinsam von den Privaten Brauereien Bayern, ideeller Träger der Messe, dem deutschen und dem europäischen Dachverband ins Leben gerufen, hat sich der European Beer Star Award zu Europas größtem Bierwettbewerb entwickelt. 2018 standen 2344 Biere aus 51 Ländern im Wettbewerb.
Berücksichtigt werden Bierstile, die ihren Ursprung in Europa haben. Ausgezeichnet werden Biere, welche die jeweiligen Sortenkriterien am besten erfüllen, sowie geschmacklich und qualitativ am meisten überzeugen.
Expertenjury
Die Verkostung wird von einer internationalen Expertenjury (145 Biersommeliers aus 28 Ländern im Jahr 2019) durchgeführt. 
Preise
Nach dem olympischen Prinzip erhalten die drei besten Biere je Kategorie die Gold-, Silber- und Bronzeauszeichnung. 
Verbraucherpreis
Die Konsumenten dürfen den Verbraucherpreis Consumers' Favourite vergeben. Dazu verkosten und bewerten die Verbraucher die Siegerbiere der einzelnen Kategorien. Aus den Reihen der Goldmedaillengewinner küren sie in einer Blindverkostung ihre drei Favoriten.

## Kreative Bierkultur
Am Vortag der BrauBeviale 2019 fand das siebte „European MicroBrew Symposium“ statt, eine Weiterbildungsveranstaltung für Geschäftsführer, Inhaber, technische Leiter und Braumeister europäischer Mikro- und Gasthausbrauereien sowie Repräsentanten der Zulieferindustrie. Sie wird veranstaltet von der NürnbergMesse und der Versuchs- und Lehranstalt für Brauerei (VLB). Themenschwerpunkte sind Technik und Technologie mit Fokus auf Microbrewing sowie Marktentwicklungen im europäischen Craftbrewing-Segment.

## Beviale Family
Unter dem Titel „Beviale Family“ überträgt der Veranstalter der BrauBeviale das Konzept der Fachmesse auf andere Märkte. Neben der BrauBeviale selbst gehören zur Family die Veranstaltungen Beviale Moscow, CRAFT BEER CHINA und CRAFT BEER ITALY. Die BrauBeviale kooperiert zudem mit der brasilianischen Messe Feira Brasileira da Cerveja.